# Maria-Magdalenen-Kloster (Akkon)
Das Maria-Magdalenen-Kloster war ein Kloster der Zisterzienserinnen in Akkon im heutigen Staat Israel. 

## Geschichte
Die erste Erwähnung des Maria-Magdalenen-Klosters zu Akkon stammt aus dem Jahr 1222, als die Äbtissin Maria und ihr Konvent zustimmten, ihr Haus in Nikosia als eigene Abtei mit Äbtissin zu errichten. Die Errichtung erfolgte auf Wunsch des Erzbischofs von Nikosia, Eustorge de Montaigu, und des Abtes der Zisterzienserabtei Balamand. Die erste Äbtissin des neuen Konventes in Nikosia sollte in Akkon gewählt werden, später stand dem neuen Konvent selber die Äbtissinnenwahl zu. Das Maria-Magdalenen-Kloster unterstand der Aufsicht des Bischofs von Akkon.
1223 erklärte Papst Honorius III eine Übereinkunft des Klosters mit dem Kloster St. Maria von Percheio in Konstantinopel für nichtig, in der das Marienkloster sich dem Konvent in Akkon unterstellt hatte. Stattdessen wurde die Entscheidung des Abtes von Citeaux bestätigt, wonach beide Klöster Citeaux unterstellt wurden. 1238 verlangte der Abt von Balamand die Aufsicht über ein Tochterkloster von Akkon in Tripoli. Das Generalkapitel des Zisterzienserordens entschied jedoch 1239, Akkon und dessen Töchterklöster in Nikosia und Tripolis direkt Citeaux zu unterstellen. Das Maria-Magdalenen-Kloster ist mit dem Fall Akkons 1291 untergegangen.

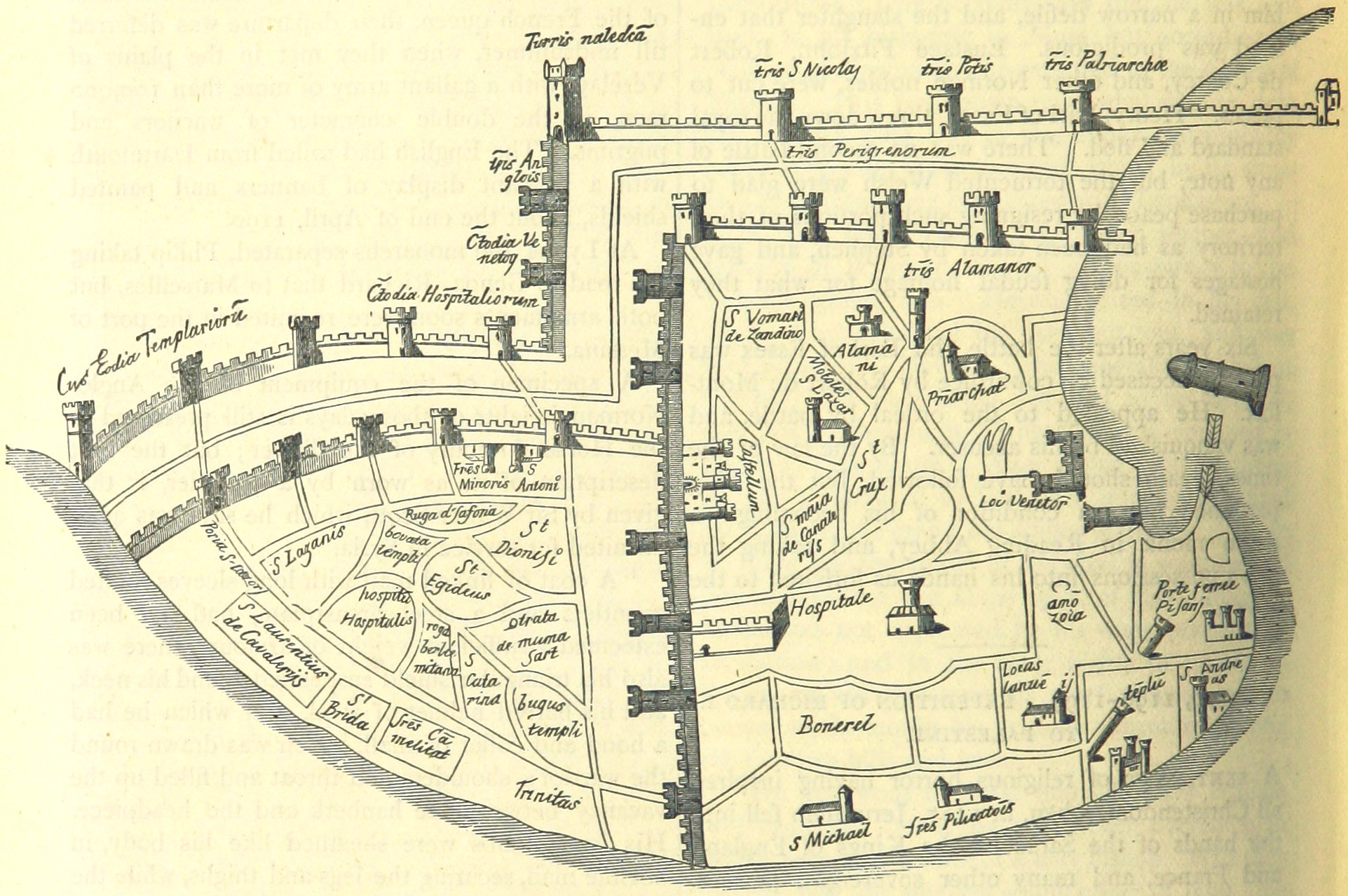
Altstadt Akkos (re.) und Neustadt Montmusard (li.), darin der Eintrag St-[A]Egideus (frz. St. Giles), geosteter Plan von Marino Sanudo d. Ä. (1260–1338)

## Bauten und Anlage
Wegen einer Urkunde vom 25. Dezember 1225, in der die Äbtissin mehrere Häuser und einen Platz südlich der Klosterkirche St. Maria Magdalena vermietete, lässt sich die Lage des Klosters in der Stadt bestimmen. Es befand sich im Stadtteil Montmusard zwischen zwei Parallelstraßen, wovon eine zur Kirche St. Giles führte, unmittelbar nördlich der inneren Stadtmauer, südlich deren heute die Altstadt beginnt. Siehe Karte in Pringle, Seite 16. Über die Klosterbauten selber ist nichts bekannt.